# سرگئی پلشاکوف
سرگئی پلشاکوف (روسی: Сергей Михайлович Плешаков؛ ۲ november ۱۹۵۷ (۶۷ سال) – ۲۹ مهٔ ۲۰۱۸) ورزشکار هاکی روی چمن اهل روسیه بود.
وی در مسابقات کشوری و بین‌المللی در مجموع برندهٔ ۱ مدال برنز شده‌است.